# Зафир Премчев
Зафир Премчев (на сръбски: Зафир Премчевић, Зафир Премчевич) е сърбомански революционер, войвода на чета на Сръбската пропаганда в Македония от началото на XX век.

## Биография
Зафир Премчев е роден през 1872 година в поречкото село Лубще, тогава в Османската империя. Заминава за Букурещ, където се препитава като бозаджия и тухлар. В 1900 година се връща в Поречието и заедно с Христо Цветков Сушички води чета три години из областта. Нападат османски стражари, пътници и арбанските села. Участват в Илинденското въстание през лятото на 1903 година в Кичевско.
През март 1904 година организира първата сръбска чета в Поречието, след което командването ѝ поема Мицко Кръстев, а Зафир Премчев става негов заместник-войвода. С четата водят сражения с албански качаци и с български чети на ВМОРО. По-късно е четник в четата на Войн Попович, а през 1908 година след Младотурската революция се легализира. Умира през 1937 година в Кралство Югославия.